# Агаймани
Агаймани (крим. Aigaman, у 1937—2016 — Фрунзе) — село в Україні, у Іванівській селищній громаді Генічеського району Херсонської області. Населення становить 1698 осіб.
Біля села розташований Великий Агайманський під.

## Історія
Перша згадка про село відноситься до 1807 р.
Станом на 1886 рік в селі при балці Сенрогаз-Гойман, центрі Агайманської волості, мешкало 4955 осіб, налічувалось 576 дворів, існували православна церква, школа, ощадно-позикове товариство, 10 лавок, рейнський погріб, 14 вересня відбувався щорічний ярмарок.
За переписом 1897 року кількість мешканців зросла до 7642 осіб (3867 чоловічої статі та 3775 — жіночої), з яких 7348 — православної віри.
Підчас російсько-більшовицького голодомору загинуло 320 агайманців.
12 червня 2020 року, відповідно до розпорядження Кабінету Міністрів України № 713-р «Про визначення адміністративних центрів та затвердження територій територіальних громад Запорізької області», увійшло до складу Іванівської селищної громади.
17 липня 2020 року, в результаті адміністративно-територіальної реформи та ліквідації Іванівського району, село увійшло до складу Генічеського району.
Село тимчасово окуповане російськими військами 24 лютого 2022 року.

## Населення
Згідно з переписом УРСР 1989 року чисельність наявного населення села становила 1871 особа, з яких 845 чоловіків та 1026 жінок.
За переписом населення України 2001 року в селі мешкало 1700 осіб.

### Мова
Розподіл населення за рідною мовою за даними перепису 2001 року:
| Мова       | Відсоток |
| ---------- | -------- |
| українська | 92,52 %  |
| російська  | 5,01 %   |
| вірменська | 2,12 %   |
| білоруська | 0,18 %   |
| молдовська | 0,06 %   |
| угорська   | 0,06 %   |

## Відомі уродженці
- Нечипоренко Петро Кирилович (1892 — 1937) — український геофізик, геодезист, доктор геологічних наук, професор Київського національного університету імені Тараса Шевченка.
- Садовой Олександр Петрович (1906-1963) — Герой Радянського Союзу.
- Шарова Тетяна Михайлівна (* 1983) — український філолог, суспільний діяч, голова Правління ГО «Інноваційні обрії України».
- Нечипоренко Кирило Семенович (1855 — не раніше 1916) — мировий суддя, депутат Державної думи I скликання від Таврійської губернії.